# Maldéveloppement
Pour les articles homonymes, voir Développement.
Le mal-développement désigne des lacunes dans le développement humain et le développement durable d'un pays. Ce terme a été inventé dans les années 1980 pour se distinguer du « sous-développement », qui ne considère que les aspects économiques, et qui suppose implicitement une « voie unique » pour le progrès humain.

## Mal-développement / sous-développement
Le terme « mal-développement » a été créé par analogie avec le couple « sous-nutrition/mal-nutrition ». La population des pays développés souffre parfois de malnutrition, rarement de sous-nutrition. Le terme « sous-développement » fait référence à un déficit (quantitatif), alors que le terme « mal-développement » fait référence à une inadéquation (qualitative). L'agronome et universitaire français René Dumont l'a utilisé pour l'Amérique Latine et l'Afrique subsaharienne.